# 교황 문장
교황 문장은 기독교에서 교황을 상징하는 고유한 문장을 말한다. 최초로 문장을 사용한 것으로 확신하는 교황은 인노첸시오 4세(1243-1254)이다. 17세기 초반까지 교황들은 오직 방패 문장만 사용하였다. 방패에는 교황이 속한 가문이나 교구의 문장 또는 교황 개인의 개성과 앞으로 교황직을 수행하면서 펼칠 계획들과 관련된 요소들을 나타내는 상징들을 담는다. 현대에는 추기경 시절의 문장을 계속 유지하거나 약간 변형하기도 한다.
근래의 교황 문장들에는 모두 삼층관 그림이 포함되어 있었다. 베네딕토 16세는 이러한 종래의 관례를 바꾸어 삼층관을 없애고 주교관과 팔리움을 포함시켰다. 그 대신에 삼층관의 의미를 연상시키고자 주교관 그림에 교황의 세 가지 권한(성품권, 통치권, 교도권)을 상징하는 세 줄의 금색 띠를 그려 넣어, 이 세 띠가 중앙에서 만남으로써 그것들이 교황 안에 하나로 일치되어 있음을 나타내었다.
교황의 문장들에는 전통적으로 교차한 금빛 열쇠와 은빛 열쇠가 특징인데, 이는 땅(은색)과 하늘(금색)을 맺고 푸는 권한을 상징하는 것이다. 열쇠 그림은 마태오 복음서의 16장 18절에서 19절까지의 글귀에서 유래한 것이다:
“너는 베드로이다. 내가 이 반석 위에 내 교회를 세울 터인즉, 저승의 세력도 그것을 이기지 못할 것이다. 또 나는 너에게 하늘나라의 열쇠를 주겠다. 그러니 네가 무엇이든지 땅에서 매면 하늘에서도 매일 것이고, 네가 무엇이든지 땅에서 풀면 하늘에서도 풀릴 것이다.”
따라서 교회 문장에서 열쇠는 교황이 그리스도의 지상 대리자로서 지닌 영적인 권위를 상징한다.
전통적으로 교황의 문장에는 공통으로 방패 아래에 삶의 이상이나 계획을 짧게 표현한 사목 표어를 새긴 리본을 집어넣지 않는데, 이는 향주삼덕(믿음과 희망과 사랑)에서 기인하는 모든 이상에 전적으로 열려 있음을 의미한다. 하지만 프란치스코와 레오 14세는 예외적으로 자신의 주교 시절의 사목 표어를 교황 문장에 그대로 첨부하였다.

## 역대 교황의 문장

레오 14세 (2025-)
프란치스코 (2013-2025)
베네딕토 16세 (2005-2013)
요한 바오로 2세 (1978-2005)
요한 바오로 1세 (1978)
바오로 6세 (1963-1978)
요한 23세 (1958-1963)
비오 12세 (1939-1958)
비오 11세 (1922-1939)
베네딕토 15세 (1914-1922)
비오 10세 (1903-1914)
레오 13세 (1878-1903)
비오 9세 (1846-1878)
그레고리오 16세 (1831-1846)
비오 8세 (1829-1830)
레오 12세 (1823-1829)
비오 7세 (1800-1823)
비오 6세 (1775-1799)
클레멘스 14세 (1769-1774)
클레멘스 13세 (1758-1769)
베네딕토 14세 (1740-1758)
클레멘스 12세 (1730-1740)
베네딕토 13세 (1724-1730)
인노첸시오 13세 (1721-1724)
클레멘스 11세 (1700-1721)
인노첸시오 12세 (1691-1700)
알렉산데르 8세 (1689-1691)
인노첸시오 11세 (1676-1689)
클레멘스 10세 (1670-1676)
클레멘스 9세 (1667-1669)
알렉산데르 7세 (1655-1667)
인노첸시오 10세 (1644-1655)
우르바노 8세 (1623-1644)
그레고리오 15세 (1621-1623)
바오로 5세 (1605-1621)
레오 11세 (1605)
클레멘스 8세 (1592-1605)
인노첸시오 9세 (1591)
그레고리오 14세 (1590-1591)
우르바노 7세 (1590)
식스토 5세 (1585-1590)
그레고리오 13세 (1572-1585)
비오 5세 (1566-1572)
비오 4세 (1559-1566)
바오로 4세 (1555-1559)
마르첼로 2세 (1555)
율리오 3세 (1550-1555)
바오로 3세 (1534-1549)
클레멘스 7세 (1523-1534)
하드리아노 6세 (1522-1523)
레오 10세 (1513-1521)
율리오 2세 (1503-1513)
비오 3세 (1503)
알렉산데르 6세 (1492-1503)
인노첸시오 8세 (1484-1492)
식스토 4세 (1471-1484)
바오로 2세 (1464-1471)
비오 2세 (1458-1464)
갈리스토 3세 (1455-1458)
니콜라오 5세 (1447-1455)
에우제니오 4세 (1431-1447)
마르티노 5세 (1417-1431)
그레고리오 12세 (1406-1415)
인노첸시오 7세 (1404-1406)
보니파시오 9세 (1389-1404)
우르바노 6세 (1378-1389)
그레고리오 11세 (1370-1378)
우르바노 5세 (1362-1370)
인노첸시오 6세 (1352-1362)
클레멘스 6세 (1342-1352)
베네딕토 12세 (1334-1342)
요한 22세 (1316-1334)
클레멘스 5세 (1305-1314)
베네딕토 11세 (1303-1304)
보니파시오 8세 (1294-1303)
첼레스티노 5세 (1294)
니콜라오 4세 (1288-1292)
호노리오 4세 (1285-1287)
마르티노 4세 (1281-1285)
니콜라오 3세 (1277-1280)
요한 21세 (1276-1277)
하드리아노 5세 (1276)
인노첸시오 5세 (1276)
그레고리오 10세 (1271-1276)
클레멘스 4세 (1265-1268)
우르바노 4세 (1261-1264)
알렉산데르 4세 (1254-1261)
인노첸시오 4세 (1243-1254)
첼레스티노 4세 (1241-1243)
그레고리오 9세 (1227-1241)
호노리오 3세 (1216-1227)
인노첸시오 3세 (1198-1216)